# Адильбеков, Галий Адильбекович
Галий Адильбекович Адильбеков (1 января 1908 — 21 октября 1943) — советский военачальник, кадровый офицер-танкист, участник Великой Отечественной войны, танковый ас, гвардии подполковник (1942).
В числе первого выпуска командиров-кавалеристов в 1928 г. закончил Объединенную Среднеазиатскую военную школу имени В. И. Ленина в г. Ташкенте. Г. А. Адильбеков был единственным казахом, который закончил Военную академию бронетанковых войск имени И. В. Сталина. Во главе сводного танкового батальона остался в обороне прикрывать отступление советских частей, в том числе штабов трех корпусов, от Витебска 11 июля и Рудни 14 июля 1941 г.. В самом начале войны о нём уже писали в центральных газетах СССР. В 1941, когда соседние части отступили, то не оставил занимаемые позиции и оказался в окружении. Прорываясь из котла не бросил технику, разбил превосходящую танковую колонну, уничтожал тылы, воинские части, живую силу. Вышел с боями из окружения, сохранил все свои танки. Боевой товарищ и соратник Якубовского И. И. Командовал отдельной танковой бригадой, которую сам сформировал. Начав войну капитаном, менее чем за год, уже летом 1942 года стал подполковником. Танкисты Г. А. Адильбекова захватили и воевали на трофейных танках противника. Воевал на всех типах танков. Погиб при освобождении Киева, на момент гибели единственный из представителей народов Центральной Азии — командир отдельного гвардейского танкового полка, а также отдельной танковой бригады. Почти неизвестен в Казахстане и бывших республиках СССР, где воевал.

## Биография
Родился 1 января 1908 г. в Семипалатинской губернии ауле Кзыл-Кум Бельагашской волости. По национальности казах. Происхождение — из рода тобыкты, аргынов Среднего жуза.
Ещё в детстве стал сиротой, беспризорником, окончил 3-х классную Казахскую краевую школу подростков в 1925 г. в Оренбурге.
Отец Галия Адильбековича после 1917 г. работал грузчиком в затоне гор. Семипалатинска, мать — домохозяйка. Жили в гор. Семипалатинске по ул. Болотной, дом 76. Мать умерла в 1921 г.
Отец получил инвалидность и ушёл в деревню Актюбе, где некоторое время работал у деревенского бая.
До вступления в ряды РККА Галий Адильбекович был рабочим мыловаренного завода в Семипалатинске (март—ноябрь 1922 г.), беспризорником (ноябрь—декабрь 1922 г.), воспитанником детдома № 3 Семипалатинского гороно (январь—сентябрь 1923 г.), учеником Казахской краевой школы подростков (1923—1925 г.)

### Служба в предвоенные годы
За время службы командовал кавалерийским и учебным танковым взводом, учебной и отдельной танковой ротой, танковым батальоном.
Галий Адильбекович добровольцем вступил в ряды Красной Армии в 1925 году. Вскоре был направлен на обучение в военную школу (Туркестанский фронт).
Успешно закончив в 1928 году в числе первого выпуска командиров-кавалеристов Объединённую Среднеазиатскую военную школу (ОСАВШ) имени В. И. Ленина в городе Ташкенте, был зачислен в 43-й кавалерийский полк (САВО).
В 1928—1933 годах — командир взвода 43-го кавалерийского полка, участвовал в 1930 году в боях на границе Туркменской ССР, где получил первое ранение. Был ранен в голову, получил перелом правой руки.
После излечения вернулся в строй, в 1931 году прошёл переподготовку в Ленинградской высшей офицерской бронетанковой школе.
До начала Великой Отечественной войны Г. А. Адильбеков в Москве учился в Военной академии бронетанковых войск имени И. В. Сталина, командовал танковой ротой. Г. А. Адильбеков был единственным казахом, который закончил эту академию.

### Великая Отечественная война

#### 1941 год
В составе действующей армии с начала Великой Отечественной войны — командир танкового батальона 102-го танкового полка, который война застала в момент перевооружения (в Брянске РСФСР). Этот полк перед войной входил в 51-ю танковую дивизию (во время Витебского сражения на несколько дней в составе 23-го механизированного корпуса) и дислоцировался в Дмитриевском районе Курской области РСФСР. Командир Н. И. Смирнов постоянно обращался к командованию и штаб дивизии о необходимости укомплектования полка: «Срывается боевая подготовка, нет горючего первого сорта; первого сорта нет и не обеспечен; 75 % годного автобронетанкового имущества остается». К началу боевых действий полк не успел вовремя получить тяжелые танки КВ, за которыми 7 экипажей командируются в Ленинград на Кировский завод.
Уже 8 июля полк прибывает в район сосредоточения Хомены, Жуково юго-восточнее Невеля. А ещё через день, без прикрытия с воздуха, под постоянными бомбежками, вступает в бой за Витебск — единственный из всех частей 51-й танковой дивизии. После нескольких попыток вместе с 220-й моторизованной дивизией выбить немцев с плацдарма на восточном берегу Западной Двины в районе аэродрома командир 102-го танкового полка отправляет боевое донесение:

«1. В течение вечера 10.7.41 противник упорно оборонял аэродром на в. берегу реки Западная Двина, применяя противотанковую артиллерию и авиацию против наших танков.

2. В настоящее время полк расположился на отдых согласно схеме и приводит себя в порядок. В течение боя потеряно 4 танка и два бойца-красноармейца. Горючего имею ¼ заправки, боеприпасов ¾ боекомплекта. С рассветом буду иметь полную заправку горючего.

3. Прошу вас содействовать в доведении до штата материальной части и личного состава.»

Задача стояла выбить врага, занявшего аэродром в городе Витебск. Во время атаки первая шла машина комбата Адильбекова, он окружил немецкие танки с трех сторон, уничтожил более роты танков противника. Стремительной ночной атакой танкисты немцев оттеснили, пехота заняла аэродром вслед за танками. Неоднократно атакуя машины вышли из боя с минимальным количеством горючего. Затем им пришлось с почти пустыми баками встретить вражеские танки, ведь уже на следующее утро началось немецкое контрнаступление. 14 июля капитан Адильбеков остался прикрывать отход советских частей. Подвиг совершенный в этих боях отражен уже летом 1941-го в статье «Командир Адильбеков», написанной для красноармейской газеты «На врага». Летом 41-го представлен к правительственной награде, но награду не получил.
…Капитан Гали Адильбекович Адильбеков, командир танкового подразделения, — яркая и своеобразная фигура. Казах по происхождению, прекрасный советский патриот по своим мыслям и чувствам, первоклассный военный специалист по образованию и боевому опыту — он вполне заслуживает уважения, которым пользуется.
Основная его черта, как командира и товарища — собранность, четкость действий и слов.

Он — мастер боя и боевой подготовки. С одинаковой четкостью он говорит и о боевых действиях, и о подготовке к ним.

…Капитан Адильбеков на деле применяет правило Суворова: «Трудно в ученьи — легко в бою».
В июле Адильбеков истребил около роты немецких танков. Не раз немецкие танки обращались в бегство под напором соединения, которым он командовал.

— Мы часто видели красную краску, — с улыбкой говорит тов. Адильбеков. И поясняет: «Немецкие танки большей частью покрашены в черный цвет, а задняя часть машины в красный».

…Его соединению удалось захватить немало пленных, солдат и офицеров.

…За свою выдающуюся боевую деятельность тов. Адильбеков представлен к правительственной награде…
Сразу после боёв 102-го танкового полка за Витебск 51-я танковая дивизия в начале июля 1941 года преобразована в 110-ю танковую дивизию и передана в 31-ю армию.
В июле 1941 Галий Адильбекович — командир танкового батальона 110-й танковой дивизии. Участник боев, в которых дивизия нанесла удар по немецкой 7-й танковой дивизии с целью выхода к Смоленску и деблокады окружённых армий.
После переформирования дивизии в 141-ю и 142-ю танковые бригады, в период с конца августа по конец октября 1941 г. капитан Адильбеков Г. А. командовал 1-м танковым батальоном тяжелых и средних танков 141-й танковой бригады.
Ещё в начале войны о нём уже были две независимые публикации в центральных газетах СССР — от 5 сентября 1941 г. в газете «Вечерняя Москва» и 13 сентября 1941 г. в газете «Известия».
В боях под Витебском, Трубчевском, в районе Хутор-Михайловский совершил первый известный подвиг во время войны, но награду за него получил, уже находясь в рядах 121-й танковой бригады. Во время Рославльско-Новозыбковской операции в начале сентября 1941 года бригада наступала на Стародубском направлении в 20 км западнее Трубчевска в составе подвижной группы генерала А. Н. Ермакова Брянского фронта, затем в течение сентября 1941 года участвовала в местных контрнаступлениях на Шостку, Ямполь. 31 августа в 18 км западнее Трубчевска развернулось встречное танковое сражение, длившееся до 8 сентября. Советские 141-я танковая бригада и 108-я танковая дивизия (около 200 танков) вступили в бой с превосходящими силами 47-го корпуса Гудериана (более 300 танков). Танки 141-й бригады шли в бой прямо с железнодорожных эшелонов, не успевая развернуться. Это дало возможность восстановить положение войск 13-й армии, пополниться ей и вместе с 3-й армией вновь вступить в бой. До середины сентября враг был здесь остановлен и вместе с 13-й и 3-й армиями отброшен до р. Судость на расстояние более 40 км. Освобождено 16 населённых пунктов. К середине сентября 1941 года противнику было практически нечем воевать в этих местах. Каждые четыре из пяти танков Гудериана были подбиты. И если города Брянщины он брал за 1-2 дня, то оборона Трубчевска, включая «трубчевский котёл», продлилась два месяца.

В своем «Военном дневнике» Франц Гальдер 14 сентября 1941 г. записал: «Положение с танками во 2-й танковой группе: 3-я тд — боеспособные танки — 20 процентов, 4-я тд — боеспособные танки — 20 процентов, 17-я тд — боеспособные танки — 29 процентов; 18-я тд — боеспособные танки — 31 процентов».

Таким образом, во 2-й танковой группе боеспособных танков оставалось 25 процентов.

Генерал-полковник Гейнц Вильгельм Гудериан напишет в книге воспоминаний о боях между Почепом и Трубчевском: «…Здесь мы впервые столкнулись с фанатичным сопротивлением русских».

В результате контрнаступления фронт оказался перевернутым, бои шли по всем направлениям, танковый батальон Г.Адильбекова оказался в окружении, но продолжал выполнять боевую задачу. Уничтожив танковую колонну врага, значительно превосходящую по численности, батальон громил тылы противника, его воинские части, живую силу. Выходя с боями из окружения, командиру удалось сохранить все свои танки, не потеряв ни одного. После этих ожесточенных боев, почти вся 141-я танковая бригада, в которой служил Галий Адильбекович, находясь в постоянных контратаках для сдерживания немецкого наступления, была полностью обескровлена, и её остатки влились в 121-ю танковую бригаду.

Подводя краткий итог боевой деятельности войск Брянского фронта, — вспоминал в своей книге «На западном направлении» маршал Советского Союза А. И. Еременко, — «за период с 14 августа по 30 сентября 1941 года следует сказать, что контрудары и контратаки войск фронта, особенно контрудар в районе Трубчевска, позволили нашим войскам выиграть ценное время для подготовки сил и средств к новым решающим схваткам на Московском стратегическом направлении».
C конца октября 1941 г. по февраль 1942 г. майор Адильбеков Г. А. — командир 121-го танкового полка 121-й танковой бригады Юго-Западного фронта, осенью выдвигался командованием на должность Замкомбрига. В октябре бригада в составе оперативной группы войск Брянского фронта генерала Ермакова отражала удары превосходящих сил 2-й танковой армии противника на льговско-глуховском направлении.

#### 1942 год
С 27 марта 1942 г. майор Галий Адильбекович Адильбеков — заместитель командира 121-й отдельной танковой бригады. Его боевой товарищ Якубовский И. И. (в будущем Маршал, дважды герой Советского Союза, главнокомандующий Объединёнными вооруженными силами государств-участников Варшавского Договора) в своих мемуарах написал:

«Во главе корпусов в армии в то время находились такие опытные командиры, как генерал-майоры М. И. Зинькович и Ф. Н. Рудкин. Богатый боевой опыт имели также командиры бригад, полков, батальонов… Об одном из таких командиров мне хотелось бы рассказать здесь особо. Я имею в виду подполковника Г. А. Адильбекова, казаха по национальности. С Галием Адильбековичем мы были знакомы ещё с января сорок второго, когда нам довелось вместе служить и воевать в рядах 121-й танковой бригады. Он обладал замечательными морально-боевыми качествами: организаторскими способностями, силой воли, не знал страха в борьбе с гитлеровцами. И в то же время это был скромнейший человек, располагавший к себе всех бойцов и офицеров.
В армию он, бывший беспризорник, детдомовец, пришел добровольцем ещё в 1925 году. После окончания военной школы участвовал в боях с бандитами в песках Каракумов. Был ранен и снова вернулся в строй. Великую Отечественную начал командиром танкового батальона. В феврале сорок второго награждён орденом Красного Знамени. Руководимый им батальон уничтожил более двадцати танков и бронемашин, десять противотанковых орудий и несколько рот вражеской пехоты. Офицер никогда не терял самообладания в бою, умел вселить уверенность в победе своим подчиненным, агитировал их личным примером мужества и высоким солдатским духом.» Здесь Иван Игнатьевич рассказал о боях июля-сентября-октября 1941 под Витебском, Трубчевском Брянского фронта.

В мае-августе 1942 г. Галий Адильбекович обучался в Москве на академических курсах усовершенствования командного состава, по окончании которых занимался формированием 47-й танковой бригады (II ф.).
С 19 сентября по 21 октября 1942 года подполковник Г. А. Адильбеков — командир 47-й отдельной танковой бригады (II ф.).

Из характеристики командования: «Во время марша бригады на фронт танки Г.Адильбекова в районе станции Морозовский неожиданно столкнулись с противником, но смогли сгруппироваться и нанесли ему значительный урон».

Данный эпизод относится к периоду Сталинградской битвы. Во время этих боев танк Галия Адильбековича был подбит, он опять был ранен, горел в танке, выжил.
Из воспоминаний дочери: 

«На фронте папа был много раз ранен, потому что в книгах его сослуживцев — он всегда стремился быть первым, всегда спешил вперед! Однажды танк подорвался, он был тяжело ранен, весь обгорел, пролежал в госпитале в Москве полгода (это где-то декабрь 1942 г.), а чтобы не терять времени даром закончил учёбу в бронетанковой академии, которая была прервана войной. После этого его отпустили на десять дней к нам в Семипалатинск. Вид его был страшен: волосы, брови, ресницы обгорели, лицо было розовенькое как у новорожденного. Это счастливое время пролетело, как один день. Это было наше последнее свидание с живым отцом.»

#### 1943 год
С конца октября 1942 г. по 21 октября 1943 г. гвардии подполковник Адильбеков Г. А. — командир отдельного гвардейского 47-го танкового полка прорыва. Герой Советского Союза (1943), генерал-майор танковых войск, командир 9-го механизированного корпуса Малыгин К. А. вспоминал:

«Среди танковых полков передовыми сразу же стали 47-й гвардейский подполковника Г. А. Адильбекова…»

Из письма с фронта супруге — Менжиян Ильясовне: 

 «25.09.43. Получил подарок — именные часы, ношу и горжусь, разумеется, про себя, тебе сообщаю по секрету.» 
По мере развития Сумско-Прилукской фронтовой наступательной операции к исходу 21 сентября 1943 г. 47-й отдельный гвардейский танковый полк Галия Адильбековича в составе передовых частей 3-й гвардейской танковой армии генерал-лейтенанта П. С. Рыбалко, наступавших с севера и северо-востока, прорвались к Днепру. С 23 сентября советские войска вели ожесточённые бои за удержание и расширение Букринского плацдарма. Бои за Букринский плацдарм вошли в историю, как одна из самых кровавых операций такого рода. На захваченном клочке земли правобережного Днепра вспыхнули нарастающие по накалу бои. В октябре 1943 года с Букринского плацдарма дважды предпринималось наступление советских войск с целью освобождения Киева, но безуспешно. 21.10.1943 г. на Букринском плацдарме при форсировании Днепра и освобождении Киева, вблизи хутора Луковицы на Украине в бою во главе танковой атаки погиб гвардии подполковник Г. А. Адильбеков — на момент гибели единственный из представителей народов Центральной Азии в звании гвардии подполковника — командира отдельного гвардейского танкового полка, а также — командира отдельной танковой бригады.
Маршал И. И. Якубовский писал:

«Судьба потом свела нас на днепровских рубежах. Галий Адильбекович командовал гвардейским танковым полком. Глубоко убеждён…если бы не героическая гибель 21-го октября 1943-го, офицер бы вырос до крупного военачальника и совершил много славных боевых дел.»

## Боевые соратники
- Духовный Е. Е. — командир 3-го батальона (лёгких танков) 141-й танковой бригады, впоследствии генерал-майор танковых войск
- Малыгин К. А. — командир 9-го механизированного корпуса, впоследствии генерал-майор танковых войск
- Радкевич Н. Н. — командир 121-й танковой бригады, впоследствии генерал-лейтенант танковых войск
- Чернов П. Г. — командир 51-й танковой дивизии, 110-й танковой дивизии, 141-й танковой бригады, впоследствии генерал-майор танковых войск
- Якубовский И. И. — командир 121-го танкового полка, заместитель командира 121-й отдельной танковой бригады, впоследствии Маршал Советского Союза

## Семья
- Жена — Адильбекова Менжиан Ильясовна (урождённая Валиева, сирота с 9 лет) 1912 г. рождения (село Назаровка Славгородского района Алтайского края)
- Сын — Адильбеков Алим Галиевич 1938 г. рождения, г. Тюмень, начальник Управления Министерства сельского хозяйства Киргизской ССР, член Коллегии Госкомтруда Киргизской ССР, директор Республиканского межотраслевого центра научной организации труда и управления производством Госплана Казахской ССР, советник первого заместителя министра труда Республики Казахстан.
- Дочь — Адильбекова Роза Галиевна 1929 г. рождения, учитель русского языка и литературы.
- Приемная дочь — Ахмадиева Фарида Шакировна 1924 г. рождения, учитель труда.

## Воинские звания
- Капитан (1937)
- Майор (29.12.1941)
- Подполковник (30.08.1942)[19]

## Награды

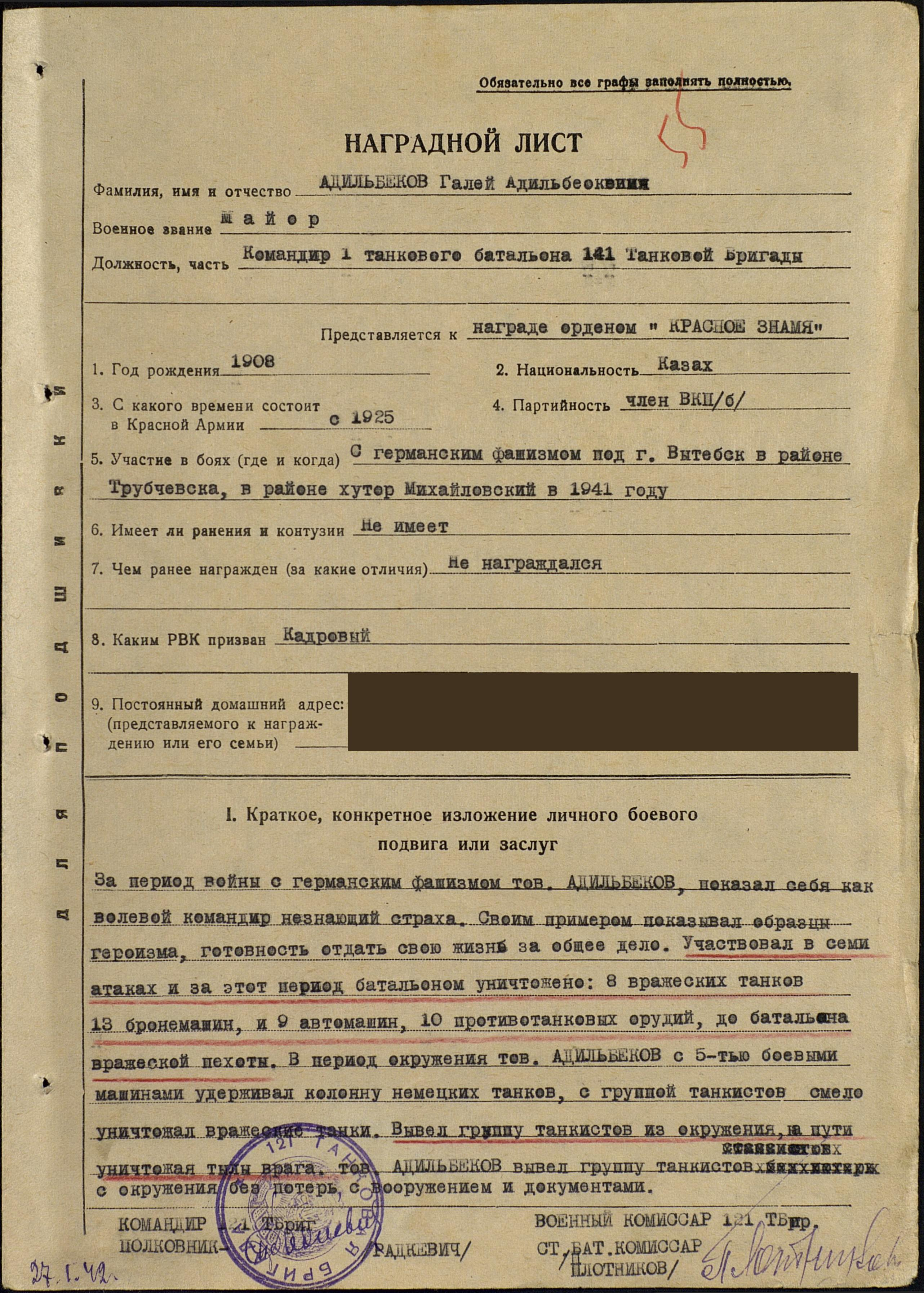
Наградной лист Адильбекова Г. А. от 27 января 1942 г

- Два ордена Красного Знамени (13.02.1942[20], 1943 — посмертно);
- Медаль «За оборону Сталинграда» (июль 1943)
- Именные часы (сентябрь 1943)

## Память

### Музей — Украина
Гвардии подполковник Адильбеков Г. А. захоронен в братской могиле в с. Луковицы Переяславского района Киевской области на Украине. В школе создан музей боевой славы, где бережно хранится память о командире Адильбекове Г. А.
Из письма учителя школы И. А. Вересоцкого, который занимался сбором материалов о боях за форсирование Днепра и организацией музея боевой славы в школе:

«…После получения письма занимался расспросами колхозников хутора Луковицы и уточнил: отца вашего хорошо знают старожилы хутора. По материалам фронтовых газет, опубликованных в то время, которые теперь экспонируются в музее, можем сообщить следующее: участвуя в Великой Отечественной войне против германского фашизма, с первых её дней подполковник Адильбеков показал образцы мужества, решительности и отваги. Не считаясь ни с какими опасностями, он всегда находился на самых ответственных участках и своей волей, решительностью, примером добивался успеха в боях. При форсировании Днепра товарищ Адильбеков погиб смертью храбрых. За умелое руководство танковыми частями, за проявленную личную храбрость и отвагу подполковник Адильбеков посмертно награждён высокой правительственной наградой — орденом Красного Знамени». Дальше учитель пишет о том, что по украинскому обычаю могилы погибших героев приводятся в порядок в конце апреля. «В это время все население и пионеры школы сажают на кладбище цветы, возлагают венки. Пионеры приносят клятву верности делу отцов…Место, где похоронен танковый командир, очень живописно, и могилу круглый год посещают люди. Рядом с братской могилой находится школа, а летом — пионерский лагерь.»

Это письмо прислал дочери Адильбекова Николай Александрович Вересоцкий 30 января 1960 года.
Второе письмо от дружины имени Зои Космодемьянской.

«Танк, на котором был ваш отец, вошел первым в наш хутор и освободил его от фашистов. Высылаем фото могилы вашего отца. На фотографии наш директор школы Николай Александрович. Братская могила, как видите, расположена на красивом месте. Каждую весну здесь цветут яркие цветы. Комсомольцы ремонтируют ограду, памятник и красную звездочку. Здесь же растет молодой красивый тополек, а внизу, за селом, катит свои воды Днепр».

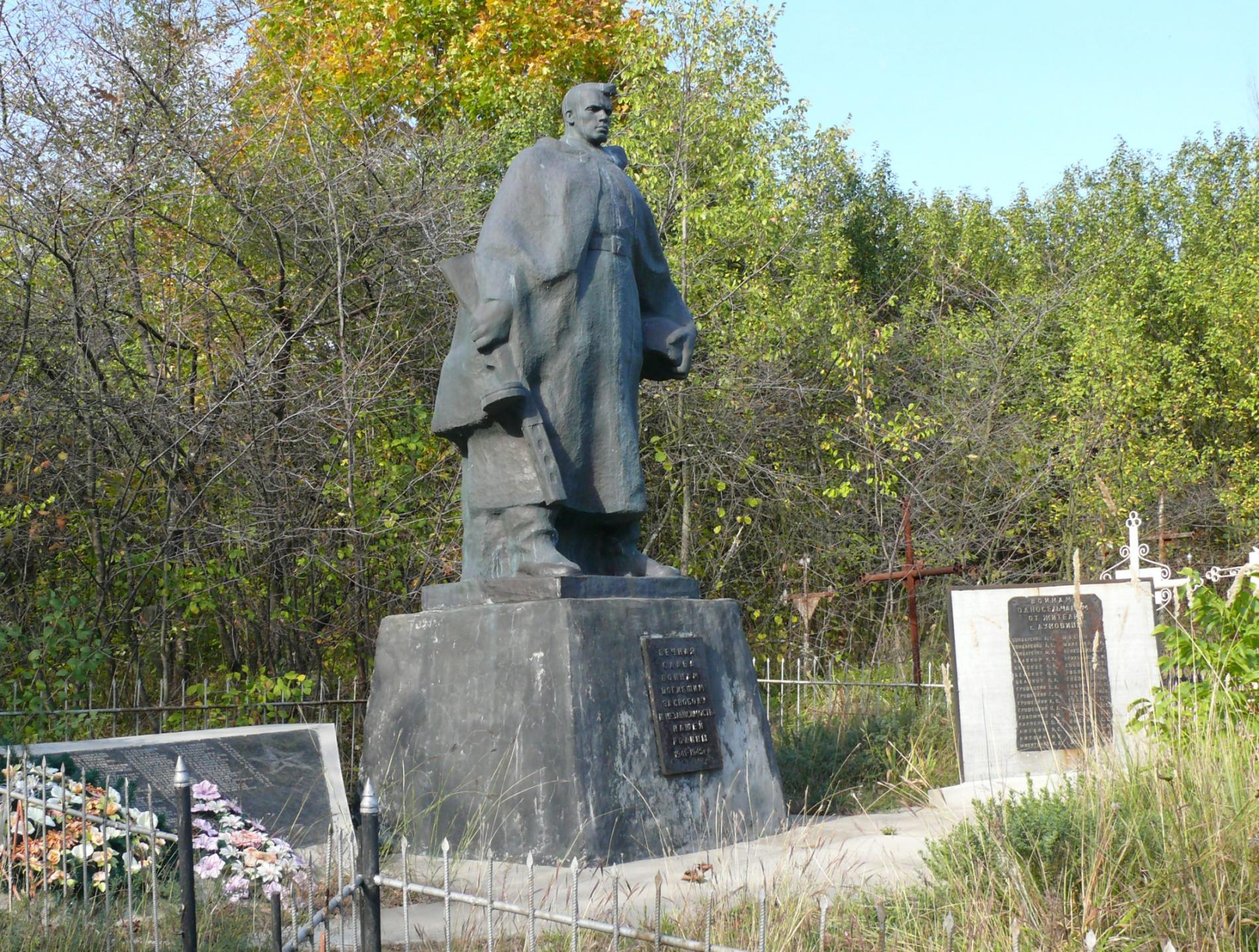
Мемориальный комплекс. Братская могила в с. Луковица. Комбриг Адильбеков Г.А. 1943 г.
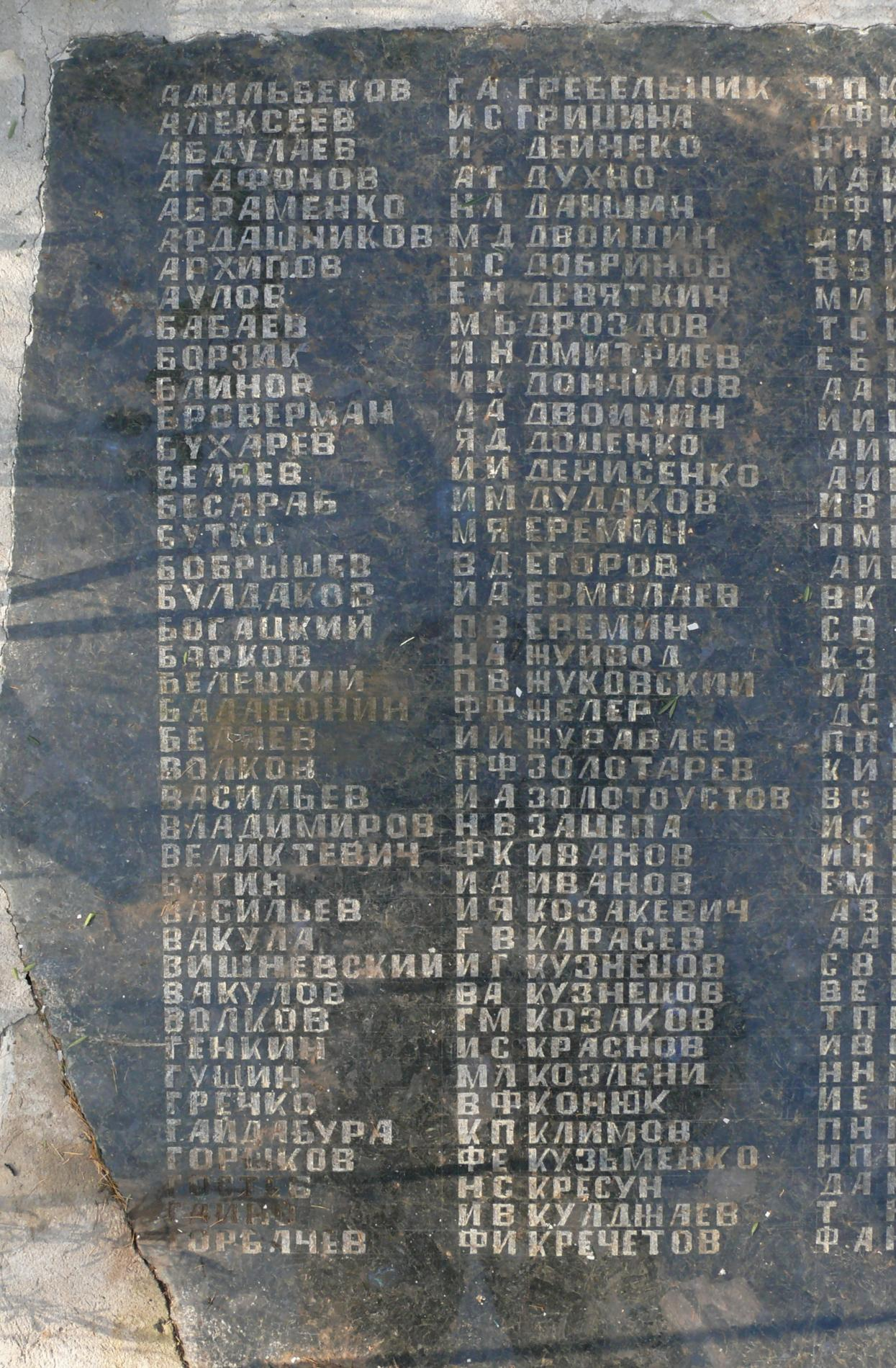
Первая фамилия гвардии подполковника Адильбекова Г.А.

### Музей — Алма-Ата
В окружном доме офицеров г. Алматы, в музее, созданным В. И. Панфиловой — дочерью легендарного комдива, Галию Адильбековичу посвящен отдельный стенд. Аимкан Чупекова, ставшая в последующем заведующей Военно-историческим музеем Министерства обороны Республики Казахстан писала, что его короткий, но яркий и славный боевой путь должен служить примером для молодежи…
Г. А. Адильбеков отличился во многих боях и показал себя настоящим мастером танкового боя, но звание Героя Советского Союза ему не было присвоено. В Казахстане, России, Белоруссии, Украине его именем не названа ни одна улица или школа. Его имени нет ни в школьных учебниках, ни в книгах об участии казахов в Великой Отечественной войне.

## Интересные факты
- Воевал на всех типах танков — легких, средних, тяжелых. С июля 1941 капитан Г. А. Адильбеков командир батальона легких танков 221-го полка 110-й танковой дивизии[22]. С 1 сентября 1941 года командовал 1-м батальоном тяжелых и средних танков 141-й танковой бригады. Летом 1943 г. 47-й гвардейский тяжелый танковый полк прорыва, которым командовал Галий Адильбекович, перешел на обычные, не тяжелые штаты[23].
- Танкистами Г. А. Адильбекова 121-й Тбр были захвачены и активно использовались до июня 1942 года 5 трофейных танков: 3 Pz Kpfw III и 2 Pz Kpfw IV[24]

## Галерея

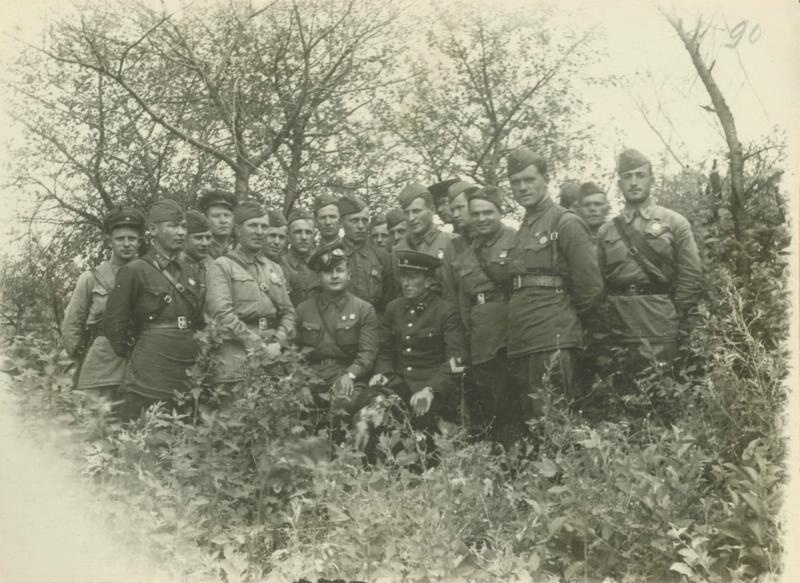
Командование 121 танковой бригады, слева стоит Замкомбрига майор Адильбеков Г.А. Весна 1942 года
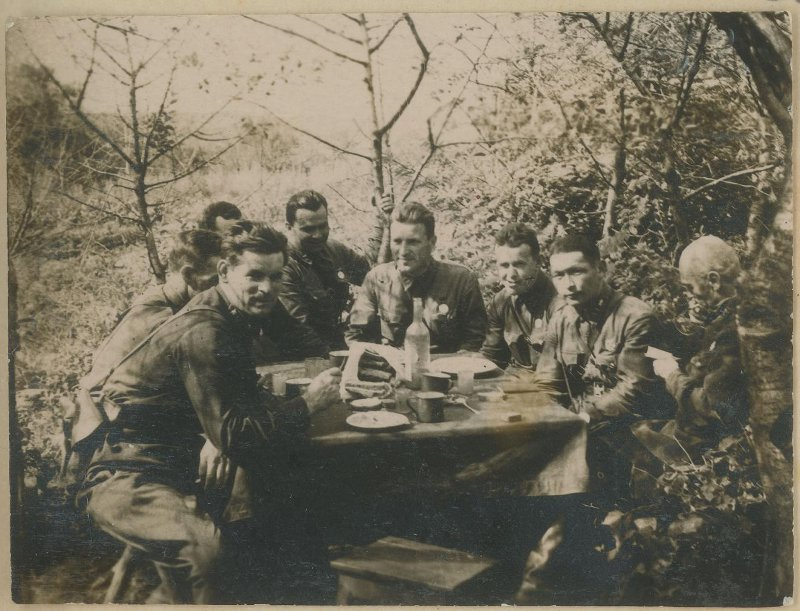
Заместитель командира 121-й танковой бригады Галий Адильбекович Адильбеков - второй справа
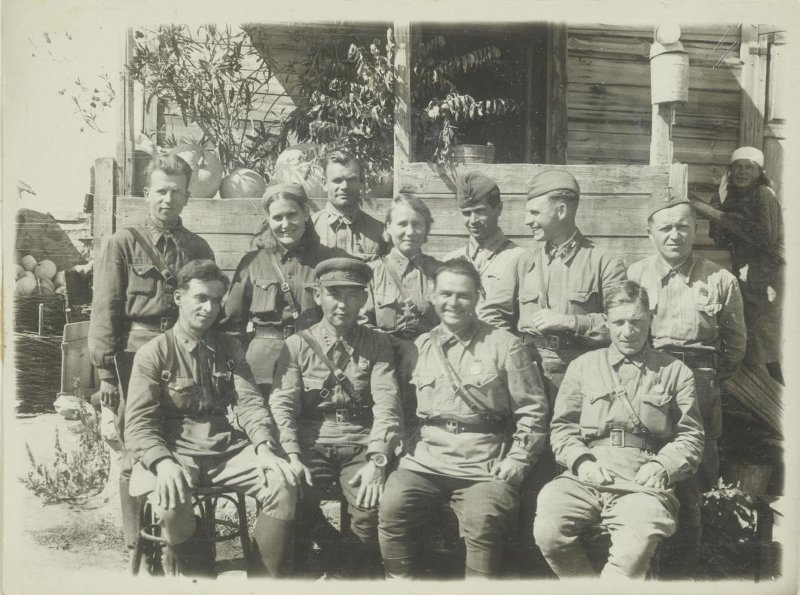
Заместитель комбрига 121 тбр. подполковник Г. А. Адильбеков с офицерами танкистами, второй слева, лето 1942

## Комментарии
1. ↑  Район образован в 1927 году как Переяславский район. Переименован в Переяслав-Хмельницкий район в 1944 году. Населённые пункты Григоровка, Луковица, Трахтемиров, Зарубинцы и Монастырёк Переяслав-Хмельницкого района Киевской области по распоряжению правительства (23 ноября 1971 года) были отнесены к Каневскому району.
2. ↑  Публикуемые записи из фронтового блокнота Е.Д. Зозули и его статья «Командир Адильбеков», написанная для красноармейской газеты «На врага», хранятся в РГАЛИ в фонде писателя (Ф. 216. Оп. 1. Д. 162. Л. 1-15, автограф; Д. 144. Л. 4-5; машинопись с правкой автора), который поступил в архив от его дочери Нины Ефимовны Зозули в декабре 1947 г.к.и.н. С.Д. Воронин, д.и.н. Т.М. Горяева, Н.К. Дрезгунова,  к.и.и. АЛ. Евстигнеева,  к.и.и. Е.Ю. Филькина. При участии к.ф.н. Н.Б. Волковой. Музы в шинелях. Советская интеллигенция в годы Великой Отечественной войны / Редакционный совет РГАЛИ:  Т.М. Горяева (председатель), И.И. Аброскина, Л.М. Бабаева,  Л.Н. Бодрова, С.Д. Воронин, Г.Ю. Дрезгунова, АЛ. Евстигнеева, Т.Л. Латьmова, М.А. Рашковская, Е.Ю. Филькина. Документы, тексты, воспоминания.. — Москва: РОССПЭН, 2006. — С. 145—152. — 400 с. — ISBN 5-8243-0675-3.
3. ↑  Согласно приказу № 26 штаба 121-й ТБр от 27 ноября 1941 г. командиром 121-го ТП с 21.11.41 назначен капитан Адильбеков из 141-й ТБр (л. 65).

### Энциклопедии и справочники
- Командование корпусного и дивизионного звена Советских Вооружённых Сил периода Великой отечественной войны, 1941- 1945 гг.. — Москва — 1964: М.: Военная Академия им. М. В. Фрунзе, 1964. — С. 423. — 572 с.
- Картаполов А. В. Адильбеков Галий Адильбекович // Великая Отечественная. Комбриги. Военный биографический словарь. Командиры танковых и самоходно-артиллерийских бригад. — М.: Рипол-классик, 2019. — Т. 3. — С. 13. — 800 с. — ISBN 978-5-386-13527-0.

- Феськов В. И., Калашников К. А., Голиков В. И. Красная Армия в победах и поражениях 1941—1945 гг.. — Томск: Издательство Томского университета, 2003. — 619 с. — ISBN 5-7511-1624-0.
- Денис Юрьевич Соловьев. Командиры механизированных, мотоброневых, мотострелковых, танковых бригад Красной Армии 1935-1945 гг.. Жанры:	Справочная литература, Военное дело / спецслужбы. — 2021. — Т. 1. — ISBN 978-5-532-95528-8.
- Виктор Рассохин, Сергей Рассохин. Танки в крови. — Орёл: «Картуш», 2020. — С. 272. — 608 с. — ISBN 978-5-9708-0848-1.
- Виталий Баранов. Командиры танковых полков РККА периода Великой Отечественной войны. Том 1. А-Г. — ЛитРес, 2024. — Т. Том 1. А-Г. — С. 10—14. — 346 с. — ISBN 9785046606560. — ISBN 5046606569.
- Михаил Константинович Зарубин. На поле танки грохотали. — 2024. — С. 5. — 110 с.
- Максим Коломиец. Легкий танк БТ-2. Первый быстроходный танк Красной Армии.. — ЛитРес, 2022. — С. 138—143. — ISBN 9785044249943, 5044249947.

### Мемуары
- «Музы в шинелях. Советская интеллигенция в годы Великой Отечественной войны. Документы, тексты, воспоминания» //Великая Отечественная война -- Российская интеллигенция / «Командир Адильбеков» / сост. С. Д. Воронин, Т. Н. Горяева, Н. К. Дрезгунова. — Москва: Российская политическая энциклопедия (РОССПЭН), 2006. — С. 149—152. — 398 с. — 1500 экз. — ISBN 5-8243-0675-3.
- Джетпысбаев Б. «Путь солдата». — Издательство «Казахстан». Алма-Ата, 1972.
- Малыгин К. А. «В центре боевого порядка». — М.: Воениздат, 1986.
- Якубовский И. И. Земля в огне. — М.: Воениздат, 1975. — 567 с.

### Хроника военных лет 1941 год
- «Вечерняя Москва» (№ 210), страница 2, от 5.09.1941 г. «ТАНКИСТЫ» / ГЕРОИ ОТЕЧЕСТВЕННОЙ ВОИНЫ.
- «Известия» № 217 (7593) от 13.09.1941 г. «Танковая атака» / Действующая армия, 12 сентября. (От спец. корр. «Известий»).

### Другие публикации
- Издательский дом «Вечерний Бишкек» «Мой дед — командир гвардейского полка — погиб под Киевом».
- Новая газета (НА ВСТРЕЧУ ПОБЕДЕ-специальный проект «новой») № 26 (2313) 16.03.2015; также здесь
- «Казахстанцы в боях за свободу Украины и Молдавии, 1941-1944 гг.» / П. С. Белан. - Алма-Ата : Наука, 1984. - с. 59—60, 168 с.
- Вестник Академии наук Казахской ССР, 1'1985.
- Velikiĭ Okti︠a︡brʹ v Kazakhstane: Sbornik.
- «Вечерний Бишкек» Моя история о войне: Внук Галия Адильбекова ищет внуков маршала Якубовского.
- Посольство России в Казахстане — Во славу 80-летия Великой Победы
- Гвардиялық танк полкінің қолбасшысы Ғали Әділбеков / Ищем "Народного героя" / «Алаш айнасы» Пятница, 18.06.2010.
- Светлана Лаптева: «Он не знал страха в бою» / Издательский дом “Вечерний Бишкек”. Пятница, 23 апреля 2021 года. № 15 (11720)
- Выдающиеся казахстанцы, чьи подвиги вписаны в историю Великой Победы. Галий Адильбеков, командир, чей героизм и сила духа оставили неизгладимый след в истории!
- Отличился в боях за Сталинград, Адильбеков Галий Адильбекович
- К 80-летию Победы: Танковый ас Галий Адильбеков — герой без звезды, казахский офицер-танкист, чьи подвиги во Второй мировой войне остались вне школьных учебников

### Видео
- «Внук подполковника-танкиста Адильбекова ищет внуков маршала Якубовского и его однополчан» / vb_kg // видео «YouTube»
- «Неизвестный танкист-ас, казах Галий Адильбеков» / Цифровая Астана // видео «YouTube»
- «Офицеры-казахи Второй Мировой» / историк, профессор Кайдар Алдажуманов // видео
- «Информацию про этого Казаха танкиста-аса скрывали» // видео «YouTube»
- «Он смог вывести своих танкистов из котла, сохранив все машины осенью 1941 года» / «Наша история это Гордость» // видео «YouTube»
- ПОБЕДА НА МОНЕТАХ КАЗАХСТАНА. «В битве за Днепр и освобождении Киева героически воевал 47-й отдельный гвардейский танковый полк прорыва Галия Адильбековича Адильбекова»